# Klára Kuzmová
Klára Kuzmová (* 28. Juni 1955 in Nové Zámky, Tschechoslowakei; † 16. April 2022) war eine slowakische Archäologin.

## Leben und Wirken
Klára Kuzmová studierte von 1973 bis 1978 an der Philosophischen Fakultät der Comenius-Universität Bratislava Archäologie und schloss mit einer Diplomarbeit über den keltischen Einfluss in der zentralen Donauregion ab. 1982 erhielt sie den kleinen Doktorgrad PhDr. 1994 wurde sie mit einer Arbeit über die römische Terra Sigillata in der Provinz Pannonia Kandidat der Wissenschaften (CSc.) am Institut für Archäologie der Slowakischen Akademie der Wissenschaften. Dort arbeitete sie mit Títus Kolník und Ján Rajtár an der weiteren Erforschung des römischen Militärlagers Kastell Iža-Leányvár. 2004 wurde sie Dozentin an der Philosoph Konstantin-Universität Nitra und 2011 Professorin am Institut für Klassische Archäologie an der Philosophischen Fakultät der Universität Trnava. Sie war Leiterin der Abteilung für Klassische Archäologie.
Klára Kuzmová hatte Forschungsaufenthalte in der Abteilung für Provinzialrömische Archäologie der Albert-Ludwigs-Universität Freiburg, am Deutschen Archäologischen Institut Rom, am Institut für Klassische Archäologie und am Institut für Ur- und Frühgeschichte der Universität Wien, am Archäologischen Institut Prag, am Archäologischen Institut der Ungarischen Akademie der Wissenschaften, am Nationalen Zentrum für Archäologische Forschung der Université catholique de Louvain, Belgien und an der Uludağ Üniversitesi in Bursa, Türkei.
Zu ihren Forschungsschwerpunkten gehörten die Provinzialrömische Archäologie, insbesondere römische Steindenkmäler und römische Keramik, der Limes Pannonicus, römisch-germanische Beziehungen und die Theorie der archäologischen Forschung.
Klára Kuzmová war Mitglied der Archäologischen Gesellschaft der Slowakischen Akademie der Wissenschaften, Korrespondierendes Mitglied der Ungarischen Archäologischen und Kunsthistorischen Gesellschaft und Mitglied der Rei Cretariae Romanae Fautores, einer internationalen wissenschaftlichen Gesellschaft zur Erforschung römischer Keramik. Sie gehörte dem Wissenschaftlichen Beirat der Universität Trnava und den Redaktionsausschüssen der Zeitschrift Anodos. Studies of Ancient world und des Anodos-Supplementums der Abteilung für Klassische Archäologie der Universität Trnava und des Carnuntum-Jahrbuches der Österreichischen Akademie der Wissenschaften an.

## Schriften
- mit Peter Roth: Terra sigillata v barbariku. Nálezy z germánskych sídlisk a pohrebísk na území Slovenska (= Materialia Archaeologica Slovaca. 9). Institut für Archäologie der Slowakischen Akademie der Wissenschaften, Nitra 1988, OCLC 212877607.
- (Hrsg.): Die Ergebnisse der archäologischen Ausgrabungen beim Aufbau des Kraftwerksystems Gabčíkovo-Nagymaros. Institut für Archäologie der Slowakischen Akademie der Wissenschaften, Nitra 1990, DNB 943608953.
- Terra Sigillata v zbierkach múzea (= Rímske zbierky. III). Podunajské múzeum, Komárno 1992, OCLC 247527733.
- Terra Sigillata im Vorfeld des nordpannonischen Limes (Südwestslowakei). Institut für Archäologie der Slowakischen Akademie der Wissenschaften, Nitra 1997, ISBN 978-80-88709-32-9.
- (Hrsg.): Zwischen Rom und dem Barbaricum. Festschrift für Titus Kolník zum 70. Geburtstag. Institut für Archäologie der Slowakischen Akademie der Wissenschaften, Nitra 2002, ISBN 80-88709-61-X.
- mit Lászlo Borhy, Ján Rajtár, Emese Számadó: Kelemantia – Brigetio. Auf den Spuren der Römer an der Donau. Universität Trnava, Trnava 2003, ISBN 80-89074-62-6.
- mit Ján Rajtár (Hrsg.): Rímsky kastel v Iži. Výskum 1978–2008. Zborník príspevkov k 30. výročiu archeologického výskumu. Institut für Archäologie der Slowakischen Akademie der Wissenschaften, Nitra 2010, ISBN 978-80-89315-32-1.

Artikel
- mit Ján Rajtár: Bisherige Erkenntnisse zur Befestigung des Römerkastells in Iža. In: Slovenská Archeológia. 34, 1986, S. 185–222.
- mit Ján Rajtár: Anfänge des Römerlagers in Iža. In: Archeologické Rozhledy. 38, 1986. S. 358–377, S. 459–462.
- mit Ján Rajtár: 10 Jahre der archäologischen Ausgrabungen in Iža. In: Klára Kuzmová (Hrsg.): Die Ergebnisse der archäologischen Ausgrabungen beim Aufbau des Kraftwerksystems Gabčíkovo-Nagymaros. Institut für Archäologie der Slowakischen Akademie der Wissenschaften, Nitra 1990, S. 51–60 (online).
- mit Ján Rajtár: Das römische Holz-Erde-Lager in Iža und seine Bautechnik. In: Actes du XIIe Congrès International des Sciences Préhistoriques et Protohistoriques. Band 3. Bratislava 1993, ISBN 80-88709-05-9, S. 331–336.
- mit Christine Ertel, Vladimíra Kotruszová, Radislav Hošek, Ludmila Illášová: Römische Spolien aus der Mühle von Nové Zámky und ihre kaiserzeitliche und spätere Zusammenhänge. In: Slovenská archeológia. 45, 1997, S. 35–82 (online).
- Die Südwestslowakei in der frühen römischen Kaiserzeit. In: Legionsadler und Druidenstab. Vom Legionslager zur Donaumetropole. Textband. Sonderausstellung Archäologisches Museum Carnuntinum. Wien 2006, ISBN 978-3-85460-229-3, S. 130–132.
- mit Igor Bazovský: Terra sigillata z vicusu antickej Gerulaty (Váskimy v Rokoch 1994–1999). In: Zborník Slovenského národného múzea. Slowakisches Nationalmuseum, Bratislava 2011, S. 115–140 (online).
- Terra sigillata z germánskych sídlisk v mikroregióne mesta Nitra. In: Gertrúda Březinová (Hrsg.): Archeológia na prahu histórie. Institut für Archäologie der Slowakischen Akademie der Wissenschaften, Nitra 2012, ISBN 978-80-89315-42-0, S. 331–338 (online).
- Architectural Elements in the Samian Ware Decoration Produced in Rheinzabern. In: Bilal Söğüt (Hrsg.): Stratonikeia’dan Laginaya. Ege, Istanbul 2012, ISBN 978-605-4701-13-1, S. 423–429 (online).
- The occurrence and context of terra sigillata beyond the northern frontiers of Pannonia and Noricum. In: Michael Fulford, Emma Durham (Hrsg.): Seeing Red. New economic and social perspectives on Gallo-Roman terra sigillata. Institute of Classical Studies, London 2013, ISBN 978-1-905670-47-5, S. 299–305.
- mit Mária Novotna: Ten years of cooperation between Trnava University in Trnava and Turkish universities in the field of classical archaeology – Facts and remembrance. In: Erik Hrnčiarik (Hrsg.): Turkey through the eyes of classical Archaeologists. Universität Trnava, Trnava 2014, ISBN 978-80-8082-798-4, S. 7–15.